# Innerthal

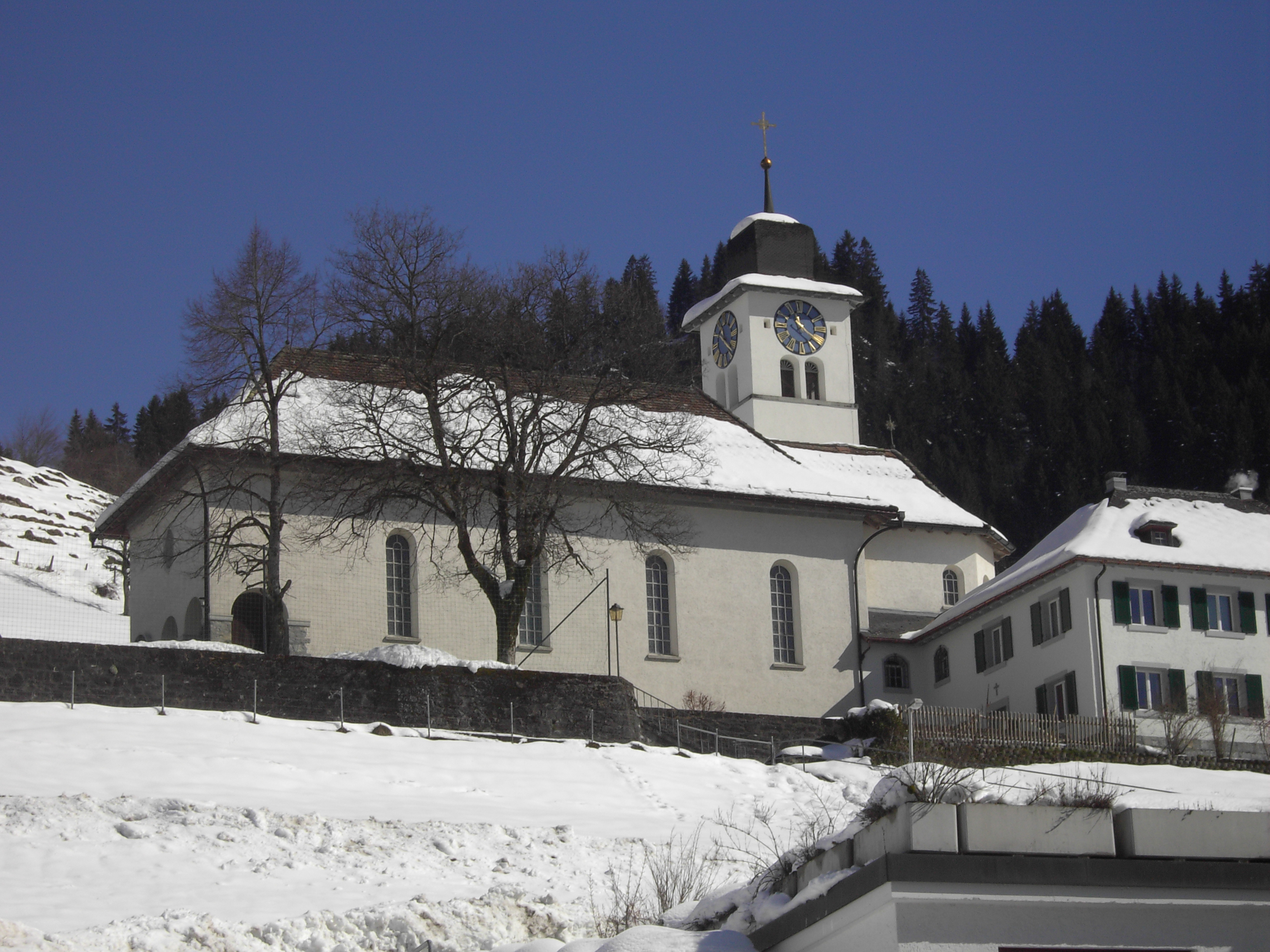
Kirche

Innerthal is een gemeente en plaats in het Zwitserse kanton Schwyz, en maakt deel uit van het district March.
Innerthal telt 193 inwoners.